# Bordás Győző
Bordás Győző (Verbász, 1948. március 5.) vajdasági magyar könyvkiadó, prózaíró, szerkesztő.

## Életpályája
Szülei: Bordás András és Tóth-Bojnik Irén. 1955–1963 között a verbászi általános iskola diákja volt. 1963–1967 között Újvidéken volt gimnazista. 1967–1972 között az Újvidéki Egyetem Bölcsészettudományi Karának magyar szakán tanult. 1971–1976 között a Magyar Szó munkatársa volt. 1976–1987 között a Híd című irodalmi folyóirat szerkesztőjeként dolgozott. 1977–1980 között az Újvidéki Egyetem Bölcsészettudományi Karának irodalomtudományi szakát is elvégezte. 1981–1984 között posztgraduális tanulmányokat folytatott Újvidéken. 
1987–1995 között, valamint 2001–2007 között a Forum Könyvkiadó igazgató-főszerkesztője volt. 1993 óta a Szirmai Károly emlékbizottság elnöke. 1994 óta a Magyar Írószövetség tagja. 1995–2000 között a Forum Kiadó és Nyomda vezérigazgatója, 2007–2010 között szerkesztője volt. 2002 óta a Magyar Nemzeti Tanács tagja és a kulturális bizottságának alelnöke. 2010–2012 között a Magyar Szó Kft. igazgatója.

## Magánélete
1973-ban házasságot kötött Gerold Ilonával. Két fiuk született: Árpád (1974) és Szilárd (1978).

## Művei
- A két Pechán. Pechán József (1875–1922), Pechán Béla / Dva Pehana; bev., képvál. Bela Duranci, Bordás Győző, szerbre ford. Garai László; Forum, Újvidék, 1982
- Fűzfasíp (regény, 1992)
- Csukódó zsilipek (regény, 1995)
- Üvegház. Velünk történt; Forum, Újvidék, 1997
- Weidenpfeife (regény, a Fűzfasíp német fordításban, 1999)
- Ténta és repesz. Velünk történt 2.; Forum, Újvidék, 2001
- Katonaszökevény (regény, 2004)
- Az Úr órája. Dokumentumnovellák, tárcák; Forum, Újvidék, 2008
- Pechán József (monográfia Duránci Bélával és Németh Ferenccel, 2008)
- A Gerard írójáról. Újraolvasva és emlékezve a száz éve született Herceg Jánosra; szerk. Bordás Győző; Forum, Újvidék, 2009
- Kertkapu. Velünk történt 3.; Forum, Újvidék, 2010
- Széchenyi István Szerbiában – 1830. Naplók, dokumentumok; összeáll., előszó Bordás Győző; Forum, Újvidék, 2010
- Szirmai-emlékkönyv. Harmincöt éves a Szirmai Károly Irodalmi Díj; összeáll., szerk. Bordás Győző és Miroslav Tepić; Forum, Újvidék, 2010
- Ezüsttulipán. Válogatás a vajdasági magyar gyermekirodalomból vers- és prózamondóknak; összeáll. Bordás Győző; Forum–Magyar Szó–Jó Pajtás, Újvidék, 2013
- Szentelekyre emlékezve. Egy művelődéstörténeti rendezvény negyed százada. 1968–1993; sajtó alá rend. Bordás Győző, Papp Imre; Forum, Újvidék, 2013
- A mi porunk. Velünk történt IV.; Forum, Újvidék, 2018

## Díjai és elismerései
- Pro Cultura Hungarica díj (1996)
- Márai Sándor-díj (2003)
- Szenteleky Kornél-díj (2005)
- Szirmai Károly-díj (2008)
- Magyar Arany Érdemkereszt (2021)